# Messier 62
Messier 62 (auch als NGC 6266 bezeichnet) ist ein 6,4 mag heller Kugelsternhaufen mit einer Winkelausdehnung von 14,1′ im Sternbild Schlangenträger. Er ist etwa 22.200 Lichtjahre von der Erde und 5.500 Lichtjahre von Galaktischen Zentrum entfernt, und einer der zehn massereichsten und hellsten Kugelsternhaufen der  Milchstraße.
Der Kugelsternhaufen besteht aus etwa 500.000 Sternen und weist eine Gesamtmasse von 1,22 Millionen Sonnenmassen auf. Diese lassen sich in zwei Sterngenerationen separieren: Von den Hauptreihensternen entstammen etwa 79 % der ersten Generation und 21 % der zweiten. Die zweite Generation weist einen höheren Anteil von Helium, Kohlenstoff, Magnesium, Aluminium und Natrium auf, Elemente, die durch Kernfusion in der ersten Generation entstanden sind.
In dem Sternhaufen wurden 245 veränderliche Sterne, von denen 209 RR-Lyrae-Sterne, 4 sind Typ-II-Cepheiden, 25 sind long period variables, und einer ist ein Bedeckungsveränderlicher Doppelstern. Messier 62 dürfte der an RR-Lyrae-Sternen reichste Kugelsternhaufen der Milchstraße sein.
Der Kugelsternhaufen enthält 6 binäre Millisekundenpulsare, von denen einer (COM6266B) ein Bedeckungsverhalten aufweist, hervorgerufen durch seinem Begleiter entströmende Gase.
In dem Sternhaufen befinden sich eine Vielzahl von Röntgenquellen, 50 liegen innerhalb des half-mass Radius. 47 Blue-Straggler-Kandidaten wurden identifiziert, deren Konzentration zum Sternhaufenkern hin zunimmt.
M62 ist wegen seiner südlichen Position in Mitteleuropa schwierig zu beobachten.